# The Platters
The Platters là một nhóm nhạc người Mỹ được thành lập vào năm 1952. Họ là một trong những nhóm hát thành công nhất của thời kỳ đầu của rock and roll. Âm thanh đặc biệt của họ là một cầu nối giữa truyền thống Tin Pan Alley trước thời kỳ rock và thể loại rock khi đó mới đang phát triển. Ban nhạc đã trải qua một số thay đổi nhân sự, với một trong những hóa thân thành công nhất bao gồm người giọng tenor chính Tony Williams, David Lynch, Paul Robi, Herb Reed, và Zola Taylor. Nhóm đã có 40 đĩa đơn xếp hạng trên bảng xếp hạng Hot 100 của Billboard trong khoảng thời gian từ 1955 đến 1967, bao gồm bốn bản hit số một. Platters là một trong những nhóm người Mỹ gốc Phi đầu tiên được chấp nhận là nhóm nhạc lớn và, trong một khoảng thời gian, từng là nhóm nhạc thành công nhất trên thế giới.